# Alexandre-Charles d'Anhalt-Bernbourg

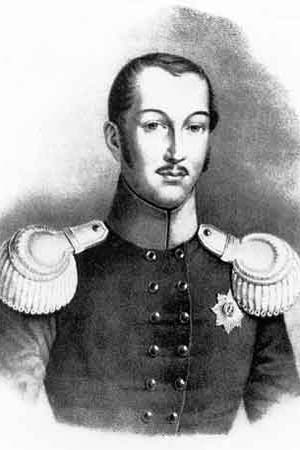
Alexandre-Charles d'Anhalt-Bernbourg.

Alexandre-Charles (2 mars 1805, Ballenstedt – 19 août 1863, Hoym) est le dernier duc d'Anhalt-Bernbourg.

## Biographie
Fils du duc Alexis-Frédéric-Christian et de sa première épouse Marie-Frédérique de Hesse-Cassel, il succède à son père à sa mort, en 1834. Le 30 octobre de la même année, il épouse à Gottorp Frédérique (1811-1902), fille du duc Frédéric-Guillaume de Schleswig-Holstein-Sonderbourg-Glücksbourg. Ils n'ont pas d'enfant.
À partir de 1855, Alexandre-Charles est confiné dans le château d'Hoym (de) en raison de sa folie. Il y passe les dernières années de sa vie en compagnie de son chambellan, le peintre d'origine russe Wilhelm von Kügelgen. Sa femme Frédérique assure la régence du duché. La lignée d'Anhalt-Bernbourg s'éteint avec lui en 1863, et son cousin Léopold IV d'Anhalt-Dessau-Köthen hérite de ses terres et réunifie ainsi le duché d'Anhalt.